# بيت مهدي (جبلة)

تعديل مصدري - تعديل

بيت مهدي محلة تابعة لقرية شعفات، التابعة لعزلة الشراعي بمديرية جبلة إحدى مديريات محافظة إب في الجمهورية اليمنية، بلغ تعداد سكانها 34 حسب تعداد اليمن لعام 2004.